# Zemunica (strip)
Zemunica je 1. epizoda stripa Poručnik Tara. Imala je 12 strana. Epizodu je nacrtao Bane Kerac, a scenario napisao Svetozar Obradović.

## Premijerno objavljivanje epizode
Epizoda je premijerno objavljena u zabavnom magazinu Zlatni kliker br. 10, str. 17-28, koji je izašao 15.10.1975. godine.

## Reprize
Epizoda je reprizno objavljena YU stripu br. 50. iz 1983. godine.